# Rivière Métabetchouane
Pour les articles homonymes, voir Métabetchouane.
La rivière Métabetchouane est un affluent du lac Saint-Jean, dans la province de Québec, au Canada. Le cours de cette rivière traverse successivement les municipalités régionales de comté (MRC) de La Jacques-Cartier, de La Tuque, de Lac-Saint-Jean-Est et du Domaine-du-Roy, respectivement dans les régions administratives de la Capitale-Nationale, de la Mauricie et du Saguenay–Lac-Saint-Jean.
Ce cours d'eau débute dans la réserve faunique des Laurentides. Le cours de cette rivière constitue la limite ouest du territoire de la réserve faunique des Laurentides, la limite est de la zec Kiskissink.
La vallée de la rivière Métabetchouane est surtout accessible par partie intermédiaire : route forestière R0279 passant au nord du lac Saint-Henri et par sa partie inférieure : route 169 longeant la rive sud du lac Saint-Jean, la route du Trou-de-la-Fée, la route de Chambord, le chemin du rang Saint-Hilaire.
La surface de la rivière Métabetchoune (sauf les zones de rapides) est habituellement gelée de la fin novembre au début avril, toutefois la circulation sécuritaire sur la glace se fait généralement de la mi-décembre à la fin mars.

## Géographie
D'un débit moyen de 47 m3/s, elle prend sa source dans la réserve faunique des Laurentides. Elle compte plusieurs chutes, dont la chute à l'Épouvante et la chute Martine.
Les principaux bassins versants voisins de la rivière Métabetchouane sont du côté nord le lac Saint-Jean. Du côté est la rivière Métabetchouane Est, la rivière aux Écorces, la rivière Pikauba et la rivière Saguenay. Du côté sud la rivière Batiscan et la rivière Jacques-Cartier. Et finalement du côté ouest : lac Bouchette, le lac des Commissaires, la rivière Ouiatchouan, et la rivière Ouellet.
La rivière Métabetchouane prend sa source à l’embouchure du lac des Mâles (longueur : 1,8 km ; altitude : 701 m). Ce lac est enclavé entre des montagnes dont un sommet culmine à 820 m à l'est et un autre à 875 m au sud-ouest. Ce lac est surtout alimenté par la décharge (venant de l'ouest) des lacs Hansel, Gretel, Petit lac Matteau et lac Matteau. Son embouchure est située au nord à : 9,3 km au sud-est du lac aux Rognons, à 10,6 km à l'ouest du Petit lac Jacques-Cartier, à 16,1 km au nord-est du lac Batiscan, à 50,7 km à l'est de Lac-Édouard, à 39,1 km au nord-est de la gare Beaudet du chemin de fer du Canadien National, à 8,8 km au nord-ouest de la tour de garde-feu qui était aménagée au sommet du mont McKinney et à 20,9 km à l'ouest du cours de la rivière Jacques-Cartier.
À partir de sa source, le cours de la rivière Métabetchouane descend sur environ 170 km (128 km à vol d'oiseau), avec une dénivellation de 600 m. Elle va initialement sur une longueur de 1,2 km d'abord vers le nord, puis sur 0,15 km vers l'est en traversant la partie sud-est du lac de la Bouteille (longueur : 1,8 km ; altitude : 679 m), jusqu'à son embouchure. Elle continue 6,2 km vers le nord en recueillant (venant du sud-est) la décharge du lac Gazaille, jusqu'à la décharge (venant de l'est) du lac Compagnay et du Petit lac Compagnay. Elle tourne ensuite 15,1 km d'abord vers l'ouest en serpentant, puis vers le nord-ouest, et en traversant le lac aux Rognons (longueur : 5,0 km ; altitude : 589 m) sur 3,7 km vers le nord en contournant une presqu'île par l'est, jusqu'à son embouchure. Elle va 11,1 km vers le nord-ouest en formant des serpentins en milieu de segment, jusqu'à la confluence de la rivière de la Place (venant de l'est). Elle coule 4,3 km vers l'ouest en formant une boucle étroite vers l'ouest en zone de marais, jusqu'à la confluence de la rivière Métabetchouane Est (venant du nord-est). Elle va ensuite 7,9 km vers le nord en recueillant la décharge (venant de l'ouest) du lac de la Place, en traversant le lac de la Clairière en zone de marais, et en traversant sur 1,6 km vers le nord-ouest la partie sud du Petit lac Métascouac (longueur : 6,5 km ; altitude : 439 m), jusqu'à son embouchure. Note : Le Petit lac Métascouac reçoit du nord la rivière Métascouac.
Passé la Petit lac Métascouac, elle va 7,6 km vers le nord-ouest en formant en début de segment une boucle vers le sud, puis en traversant le lac Hugh (longueur : 5,2 km ; altitude : 424 m) sur sa pleine longueur, jusqu'à son embouchure. Ensuite, elle tourne vers le nord sur 6,2 km en traversant le lac Saint-Henri (longueur : 7,0 km ; altitude : 413 m), jusqu'à son embouchure. Elle continue 9,6 km d'abord vers le nord en passant sous le pont de la route forestière R0279, puis courbant vers l'ouest, et le nord-ouest en traversant le lac Long (longueur : 5,0 km ; altitude : 412 m) jusqu'à son embouchure. Elle bifurque vers le nord-ouest sur 16,3 km en courbant vers l'est en fin de segment, jusqu'à la confluence de la rivière aux Montagnais (venant du nord-est). Elle va ensuite 3,4 km vers l'ouest en formant deux détour vers le nord, jusqu'à la baie Naquagami (partie est du lac Métabetchouane). Elle traverse le lac Métabetchouane sur 10,5 km vers le nord-ouest   (altitude : 382 m) sur sa pleine longueur, jusqu'à son embouchure.
Passé le lac Métabetchouane, elle coule 7,6 km vers le nord en recueillant la décharge (venant du nord-ouest) du lac du Vison, Georgette et du rat Musqué, en formant une boucle vers le nord pour contourner une montagne en traversant des rapides, et une seconde boucle où il recueillant la décharge (venant de l'est) du lac des Félins, et recueillant en fin de segment la décharge (venant du sud-ouest) des lacs Honorat et les Mares, jusqu'à la confluence de la rivière de la Chute (venant du nord-ouest). Elle bifurque ensuite vers le sud-est sur 8,8 km en formant une courbe vers le nord pour contourner une montagne, puis courbant vers le nord-est en formant un détour vers l'ouest où il traverse des rapides, en faisant une courbe vers l'est, jusqu'à la confluence de la rivière de la Chaîne (venant du nord-ouest). Elle va ensuite 10,0 km d'abord vers le nord, puis en courbant vers le nord-est, en recueillant en fin de segment la décharge (venant de l'ouest) du lac Pichou et la décharge du lac des Deux Clubs, jusqu'à la décharge du lac Huard (venant du sud-est). Elle continue 5,3 km vers le nord, jusqu'à la rivière aux Canots (venant de l'est).
Passé la rivière aux Canots, elle va 5,4 km vers le nord-ouest en recueillant le ruisseau Noir (venant du sud-ouest) en début de segment, courbant vers l'ouest en traversant une longue série de rapides et en formant une boucle vers le nord, jusqu'au ruisseau du Carcajou (venant du sud). Elle continue 4,0 km vers le nord-ouest en formant un crochet vers le nord en traversant la Chute Blanche et plusieurs rapides, jusqu'au ruisseau Louise (venant du nord-est). Elle coule 5,6 km vers le nord-ouest en formant une boucle vers le sud-ouest en début de segment, jusqu'à la décharge (venant du nord-est) du Petit lac à la Carpe. Elle continue 4,2 km vers le nord-ouest jusqu'à la confluence de la rivière à la Carpe.
Passé la rivière à la Carpe, elle va 2,6 km vers le nord-est en passant devant le village de Saint-André-du-Lac-Saint-Jean, jusqu'à la rivière Prudent (venant du sud). Elle continue 8,0 km d'abord vers le nord-est jusqu'à mi-segment, puis vers le nord en passant devant le hameau "La Martine" et contournant l'Île à Ringuette, jusqu'à la confluence de la Grande rivière Désir (venant de l'ouest). Elle coule 1,8 km vers l'est en traversant une digue, puis quelques rapides, jusqu'à un coude de rivière. Finalement elle va 6,7 km vers le nord dans une vallée encaissée en traversant la Chute Martine, en formant un détour vers l'ouest pour contourner une montagne, en passant du côté est des Monts Jumeaux et en traversant sur 1,7 km la baie de la Villa-des-Érables, en passant sous le pont de la route 169 et sous le pont ferroviaire du Canadien National, jusqu'à son embouchure. Note : La rivière MacDonald se déverse sur la rive est de cette baie.
À son embouchure sur la rive sud du lac Saint-Jean, la rivière Métabetchouane forme un petit lac, entre le village de Chambord à l'ouest et Desbiens à l'est.
À partir de l’embouchure de la rivière Métabetchouane sur la rive sud du lac Saint-Jean, le courant traverse ce dernier sur 22,8 km vers le nord-est, puis emprunte le cours de la rivière Saguenay via la Petite Décharge sur 172,3 km jusqu’à Tadoussac où il conflue avec l’estuaire du Saint-Laurent.

## Histoire
D'importantes fouilles archéologiques sur les berges de la rivière ont mené, dans les années 1960, à la découverte d'un site fréquenté par les Amérindiens depuis environ 5 000 ans. Un poste de traite français a été érigé à son embouchure en 1676.

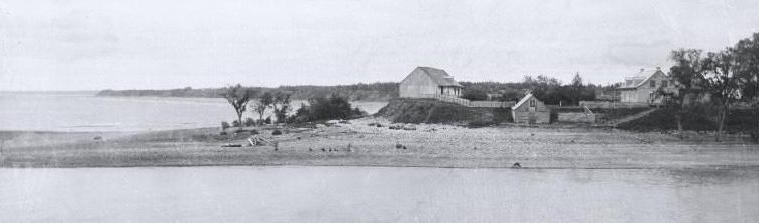
Poste de traite de la Compagnie de la Baie d'Hudson, vers 1890

## Toponyme
La Commission de toponymie du Québec écrit à son propos : « On s'entend généralement pour admettre l'origine montagnaise de cette appellation. Elle semble cependant aussi faire partie du langage des Cris et des Algonquins. Un portage du nom de Metabetchouan existe en effet non loin du village cri de Waswanipi et les Algonquins du district de Timiskaming, en Ontario, ont identifié un cours d'eau sous le nom de Matabitchuan. Un relevé effectué sur certaines cartes historiques a permis de découvrir qu'une île située à la sortie du lac Témiscamingue, donc en territoire algonquin, et maintenant disparue, portait en 1699, le nom de Metabetchouan. D'aucuns traduisent ce toponyme par rivière qui se jette dans un lac en s'appuyant sur la signification des racines matabi et djiwan qu'on traduit par gagner l'eau, aller vers l'eau et courant. D'autres vont un peu plus loin en précisant ainsi le sens de matabi : qui vient de terre, des bois, avant de gagner l'eau. Les sources sont cependant unanimes pour voir dans chouan(e), les racines tchewan, tchiwan ou djiwan dont le sens est courant, eaux rapides. »
Le toponyme rivière Métabetchouane a été officialisé le 5 décembre 1968 à la Banque des noms de lieux de la Commission de toponymie du Québec.